# اسکات وارنر (تنیس‌باز)
اسکات وارنر (انگلیسی: Scott Warner؛ زاده ۲۲ دسامبر ۱۹۶۵) یک تنیس‌باز اهل ایالات متحده آمریکا است.